# Aire (Ardennes)
Pour les articles homonymes, voir Aire.
Aire est une commune française située dans le département des Ardennes, en région Grand Est.

## Géographie
Aire est située à 15 km de Rethel, à 4 km d'Asfeld et à 37 km de Reims. Ce petit coin de verdure, à 67 m d'altitude, arpente une colline qui culmine à 100 m. Le hameau de Bellevue, qui jouxte le village voisin de Blanzy-la-Salonnaise est situé sur le territoire de la commune.

### Hydrographie

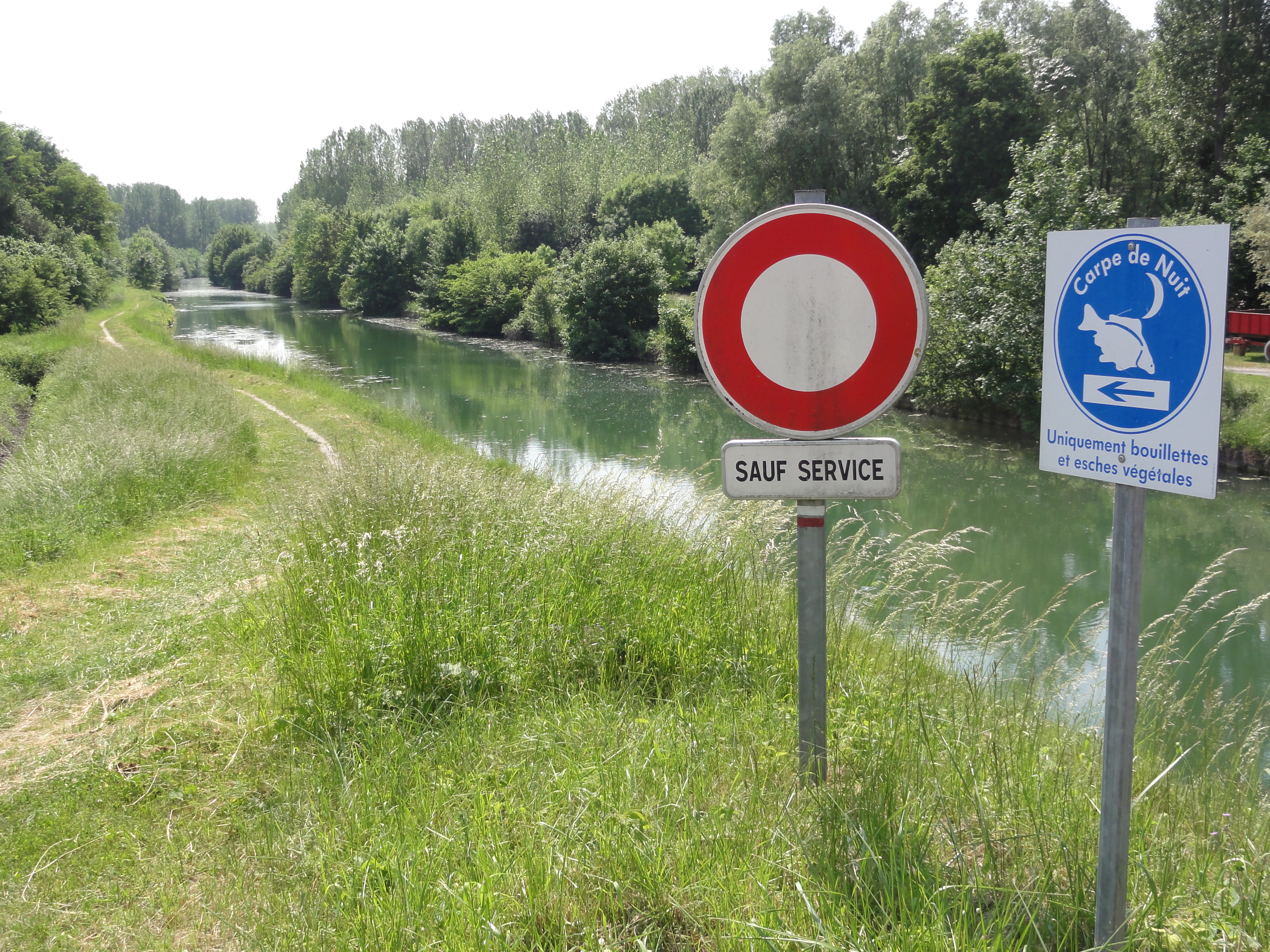
Le canal des Ardennes à Aire.

La commune est dans la région hydrographique « la Seine du confluent de l'Oise (inclus) à l'embouchure » au sein du bassin Seine-Normandie. Elle est drainée par le canal des Ardennes  (versant Aisne) et l'Aisne,.
Le canal des Ardennes (versant Aisne), d'une longueur de 57 km,  est un chenal et un cours d'eau naturel navigable qui a son origine dans la commune de Dom-le-Mesnil et se jette  dans le canal latéral à l'Aisne à Vieux-lès-Asfeld, après avoir traversé 24 communes. Il traverse la commune dans sa partie nord sur une longueur d'environ 1,7 km.
L'Aisne est un  cours d'eau naturel navigable de 256 km de longueur, traversant les cinq départements Meuse, Marne, Ardennes, Aisne, Oise. Elle est un affluent de rive gauche de l'Oise, ce qui fait d'elle un sous-affluent de la Seine. Elle longe la commune sur son flanc nord sur une longueur d'environ 0,5 km.

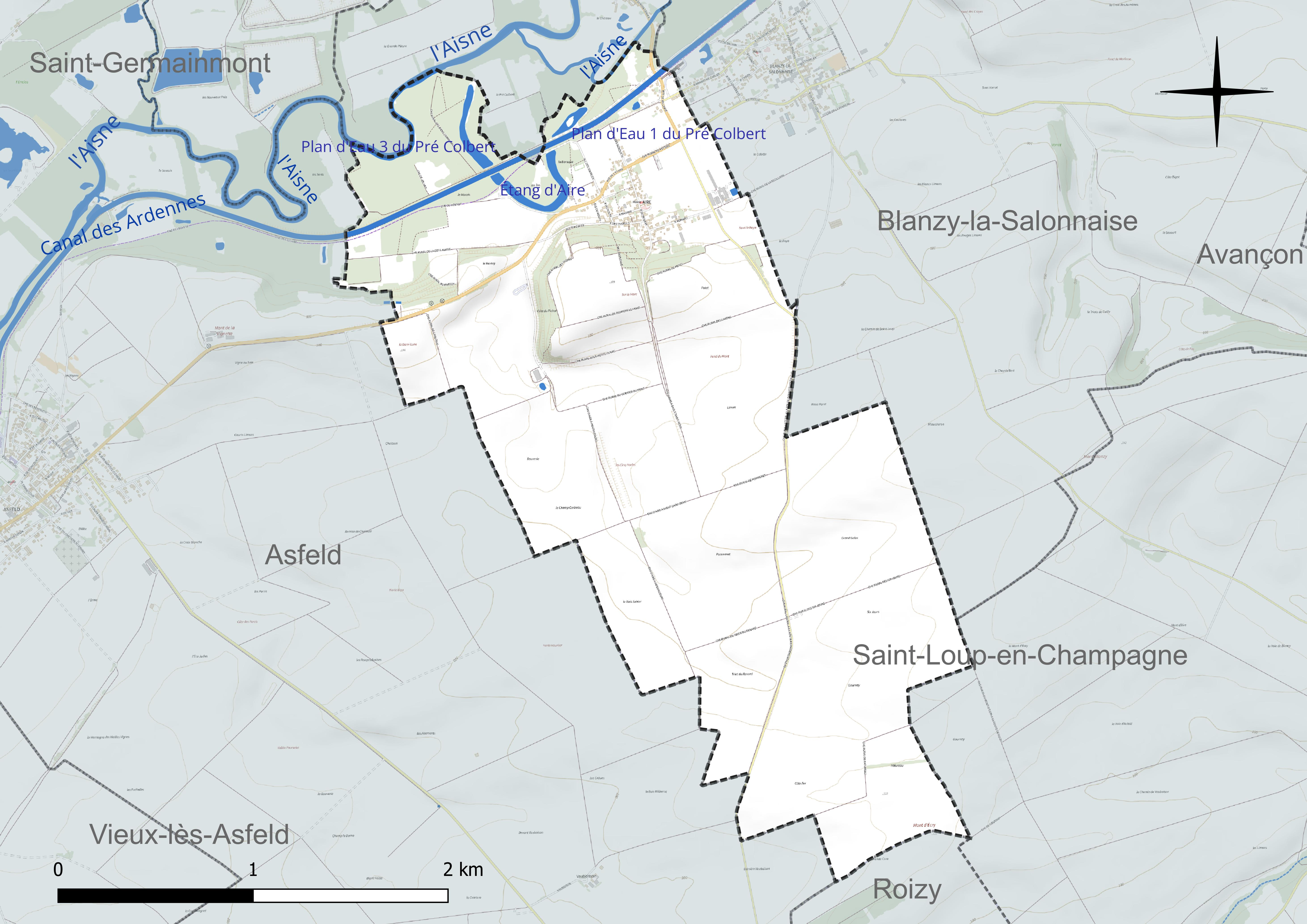
Réseaux hydrographique d'Aire.

Trois plans d'eau complètent le réseau hydrographique : le plan d'eau 1 du Pré Colbert (0,7 ha), le plan d'eau 3 du Pré Colbert (1,7 ha) et l'étang d'Aire (2,4 ha),.

### Climat
Pour des articles plus généraux, voir Climat du Grand Est et Climat des Ardennes.
En 2010, le climat de la commune est de type climat océanique dégradé des plaines du Centre et du Nord, selon une étude du Centre national de la recherche scientifique s'appuyant sur une série de données couvrant la période 1971-2000. En 2020, Météo-France publie une typologie des climats de la France métropolitaine dans laquelle la commune est exposée à un climat océanique altéré et est dans la région climatique Nord-est du bassin Parisien, caractérisée par un ensoleillement médiocre, une pluviométrie moyenne régulièrement répartie au cours de l’année et un hiver froid (3 °C).
Pour la période 1971-2000, la température annuelle moyenne est de 10,1 °C, avec une amplitude thermique annuelle de 15,1 °C. Le cumul annuel moyen de précipitations est de 728 mm, avec 11,8 jours de précipitations en janvier et 8,7 jours en juillet. Pour la période 1991-2020, la température moyenne annuelle observée sur la station météorologique de Météo-France la plus proche, « Banogne-recouvrance », sur la commune de Banogne-Recouvrance à 10 km à vol d'oiseau, est de 11,1 °C et le cumul annuel moyen de précipitations est de 773,4 mm. 
La température maximale relevée sur cette station est de 40,8 °C, atteinte le 25 juillet 2019 ; la température minimale est de −14 °C, atteinte le 10 janvier 2003,,.
Les paramètres climatiques de la commune ont été estimés pour le milieu du siècle (2041-2070) selon différents scénarios d'émission de gaz à effet de serre à partir des nouvelles projections climatiques de référence DRIAS-2020. Ils sont consultables sur un site dédié publié par Météo-France en novembre 2022.

## Urbanisme

### Typologie
Au 1er janvier 2024, Aire est catégorisée commune rurale à habitat dispersé, selon la nouvelle grille communale de densité à 7 niveaux définie par l'Insee en 2022.
Elle est située hors unité urbaine. Par ailleurs la commune fait partie de l'aire d'attraction de Reims, dont elle est une commune de la couronne,. Cette aire, qui regroupe 294 communes, est catégorisée dans les aires de 200 000 à moins de 700 000 habitants,.

### Occupation des sols
L'occupation des sols de la commune, telle qu'elle ressort de la base de données européenne d’occupation biophysique des sols Corine Land Cover (CLC), est marquée par l'importance des territoires agricoles (92,7 % en 2018), une proportion identique à celle de 1990 (92,7 %). La répartition détaillée en 2018 est la suivante : 
terres arables (77 %), zones agricoles hétérogènes (15,6 %), forêts (6,6 %), zones urbanisées (0,6 %), prairies (0,1 %). L'évolution de l’occupation des sols de la commune et de ses infrastructures peut être observée sur les différentes représentations cartographiques du territoire : la carte de Cassini (XVIIIe siècle), la carte d'état-major (1820-1866) et les cartes ou photos aériennes de l'IGN pour la période actuelle (1950 à aujourd'hui).

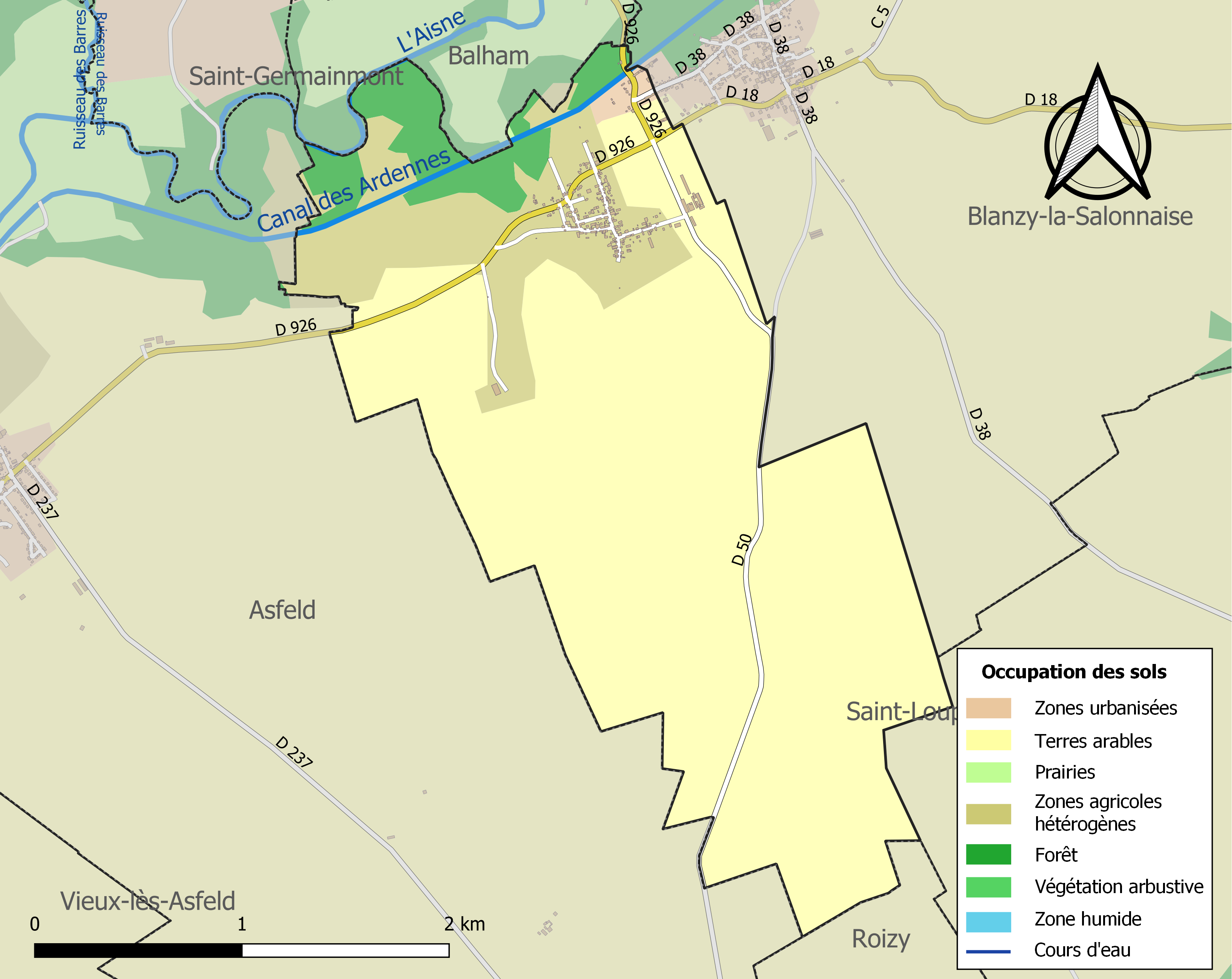
Carte des infrastructures et de l'occupation des sols de la commune en 2018 (CLC).

## Toponymie
Le terme Aire vient vraisemblablement de l'aire, en latin aera, qui désigne soit l'emplacement de battage des céréales, soit l'aira, ou canche, qui est une graminée fréquente sur les sols marneux et sablonneux.

## Histoire
Le village souffre des combats pendant les guerres de Religion entre les ligueurs et les calvinistes, dans le prolongement de la tuerie de Gomont, de l'autre côté de l'Aisne, en mai 1590.
Il subit également des incendies qui ravagent une bonne partie du village, en 1770 et 1780.
Le 1er mars 1789, les habitants de la commune, rattachée au bailliage de Reims, rédigent un cahier de doléances. Le bourg compte alors 98 feux. À travers les préoccupations citées dans ce cahier de doléances, quelques activités sont mises en exergue, dont la vigne et la culture du chanvre que les villageois souhaitent rouir dans la rivière, sans être inquiétés.

## Politique et administration

### Liste des maires
| Période       | Période                   | Identité                                       | Étiquette | Qualité               |
| ------------- | ------------------------- | ---------------------------------------------- | --------- | --------------------- |
| avant 1876    | après 1877                | Namur                                          |           |                       |
| avant 1981    | 1983                      | André Henry                                    |           |                       |
| mars 1983     | mars 2001                 | Michel Henry                                   |           |                       |
| mars 2001     | novembre 2003             | M. Claude Gillet                               |           |                       |
| novembre 2003 | réélue en 2008            | Isabelle Henry                                 | SE        |                       |
| mars 2014     | En cours (au 23 mai 2020) | Olivier Flauzac Réélu pour le mandat 2020-2026 | SE        | Professeur de faculté |

Isabelle Henry était également présidente de la communauté de communes l'Asfeldois, depuis sa création en 2002.

## Démographie
L'évolution du nombre d'habitants est connue à travers les recensements de la population effectués dans la commune depuis 1793. Pour les communes de moins de 10 000 habitants, une enquête de recensement portant sur toute la population est réalisée tous les cinq ans, les populations de référence des années intermédiaires étant quant à elles estimées par interpolation ou extrapolation. Pour la commune, le premier recensement exhaustif entrant dans le cadre du nouveau dispositif a été réalisé en 2005.

En 2022, la commune comptait 247 habitants, en évolution de +13,3 % par rapport à 2016 (Ardennes : −2,97 %, France hors Mayotte : +2,11 %).
| 1793 | 1800 | 1806 | 1821 | 1831 | 1836 | 1841 | 1846 | 1851 |
| ---- | ---- | ---- | ---- | ---- | ---- | ---- | ---- | ---- |
| 442  | 432  | 451  | 453  | 477  | 464  | 454  | 450  | 433  |

| 1866 | 1872 | 1876 | 1881 | 1886 | 1891 | 1896 | 1901 | 1906 |
| ---- | ---- | ---- | ---- | ---- | ---- | ---- | ---- | ---- |
| 395  | 352  | 336  | 311  | 298  | 296  | 278  | 269  | 266  |

| 1911 | 1921 | 1926 | 1931 | 1936 | 1946 | 1954 | 1962 | 1968 |
| ---- | ---- | ---- | ---- | ---- | ---- | ---- | ---- | ---- |
| 226  | 180  | 198  | 189  | 197  | 167  | 172  | 177  | 182  |

| 1975 | 1982 | 1990 | 1999 | 2005 | 2006 | 2010 | 2015 | 2020 |
| ---- | ---- | ---- | ---- | ---- | ---- | ---- | ---- | ---- |
| 180  | 160  | 163  | 205  | 235  | 232  | 212  | 220  | 244  |

| 2022 | - | - | - | - | - | - | - | - |
| ---- | - | - | - | - | - | - | - | - |
| 247  | - | - | - | - | - | - | - | - |

## Économie

### Agriculture
Il existe en effet trois exploitations (EARL) dont le siège est à Aire, mais de nombreux ménages sont des agriculteurs à la retraite, ou des agriculteurs en activité, mais dont le siège de l'exploitation est dans un village voisin. Donc les agriculteurs, anciens agriculteurs et leur famille occupent une part importante, quoique non majoritaire, de la population de Aire.
L'activité d'élevage reste également significative.

### Industries et services
Il n'existe pas d'industrie à Aire.

La commune de Aire est assez peu desservie en service : la commune est très petite et les services sont déjà assez complets à Asfeld, à quatre kilomètres. 
Sont présents à Aire un garage, un couvreur, une entreprise de menuiserie.
Le reste vient de l'extérieur : les autres services proviennent d'Asfeld ou de plus loin.
En dehors des agriculteurs et des artisans travaillant sur place ou dans les environs, l'emploi à Aire est essentiellement polarisé par les villes de Rethel et de Reims, via des migrations pendulaires.
Deux gites proposent des hébergements sur l'étang d'Aire.

## Vie locale
L'association Les Fous volants d'Aire rassemble une quinzaine de passionnés d'aéromodélisme, avec notamment un terrain d'aviation de 250 mètres sur 30 mètres.

## Culture locale et patrimoine

### Lieux et monuments
- Église Saint-Remi d'Aire avec tribune peinte[29].
- Étang d'Aire.
- Aire est une étape de la Route du Porcien.

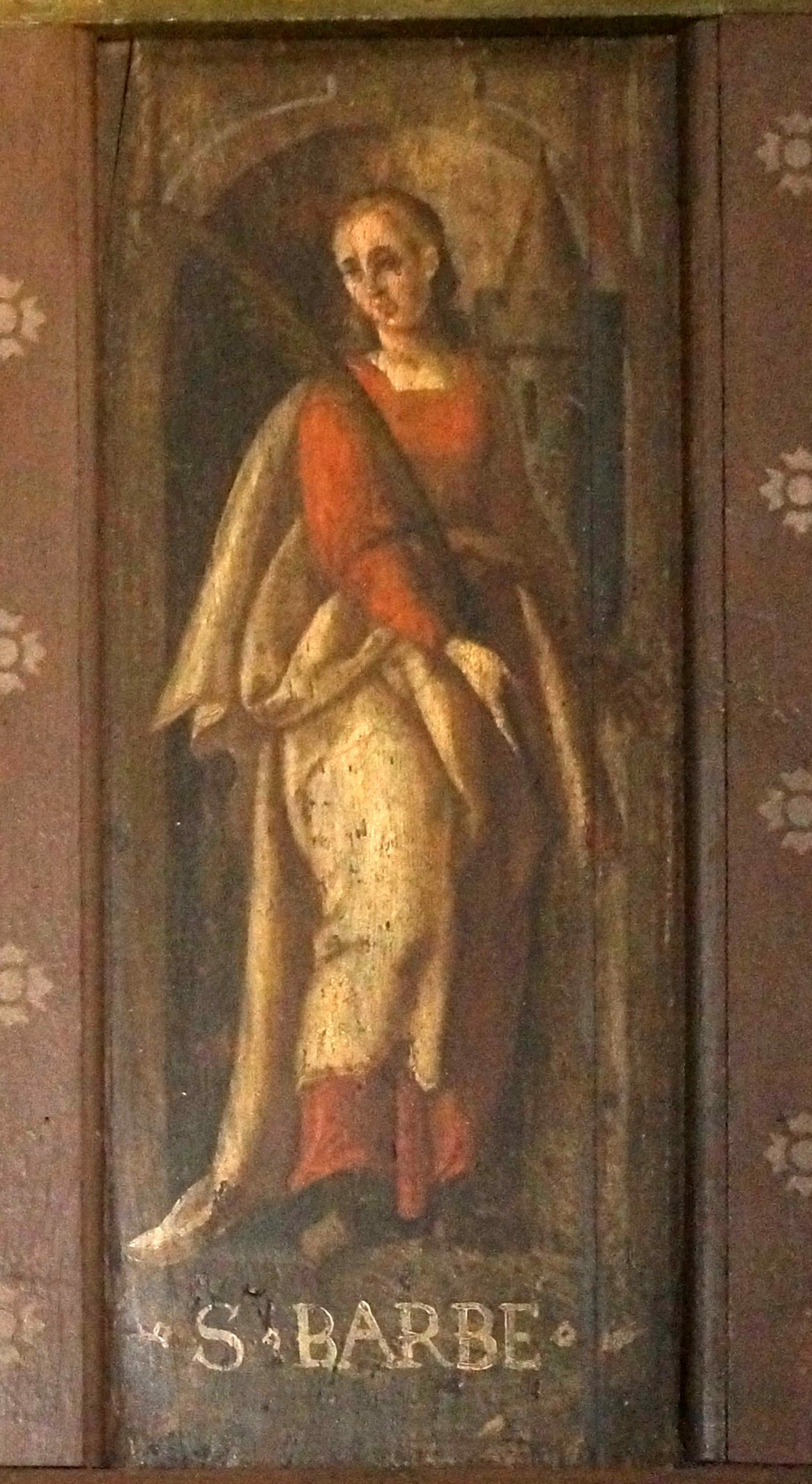
Peinture de Barbe au-dessus de l'autel.
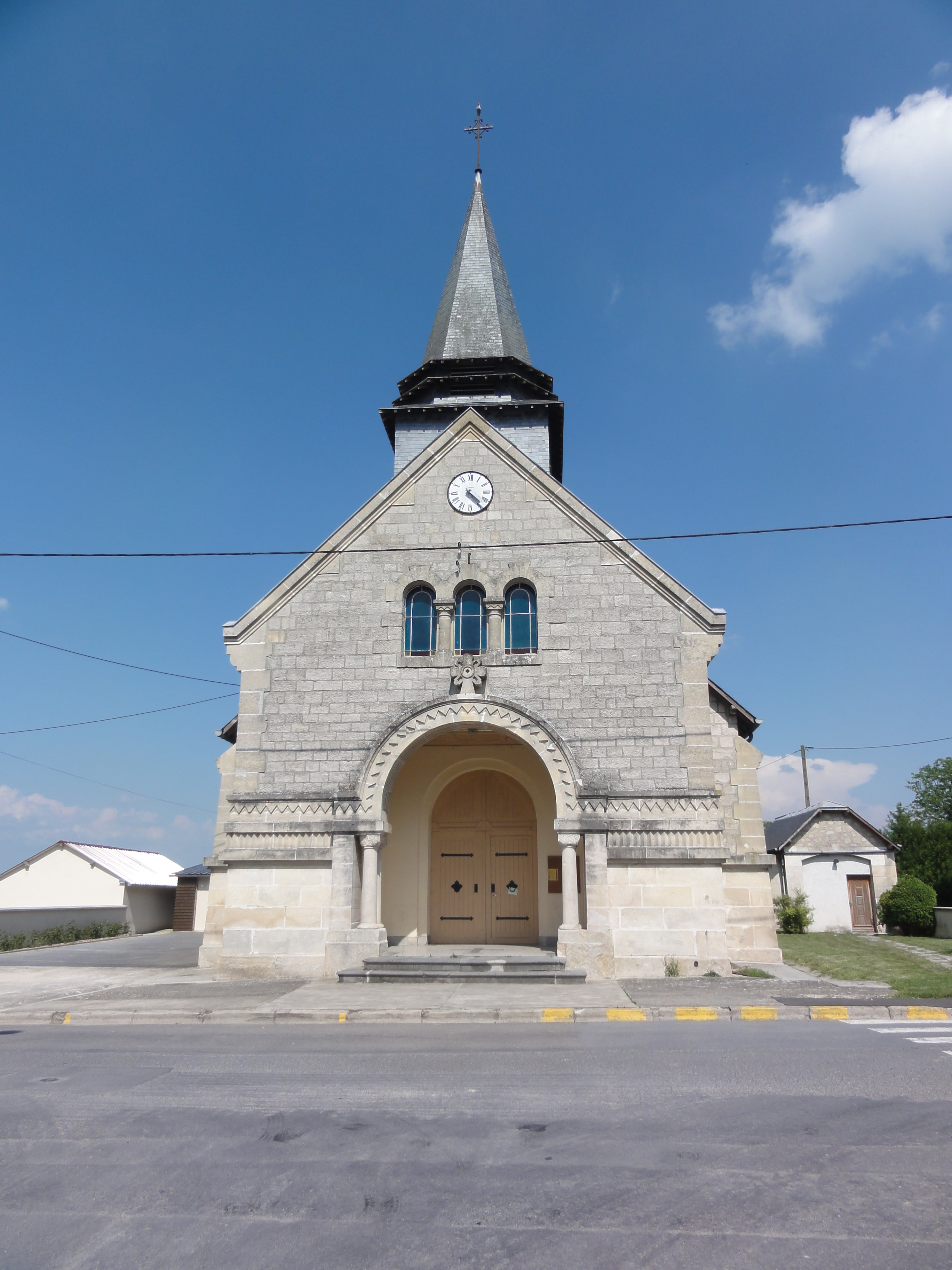
Église.
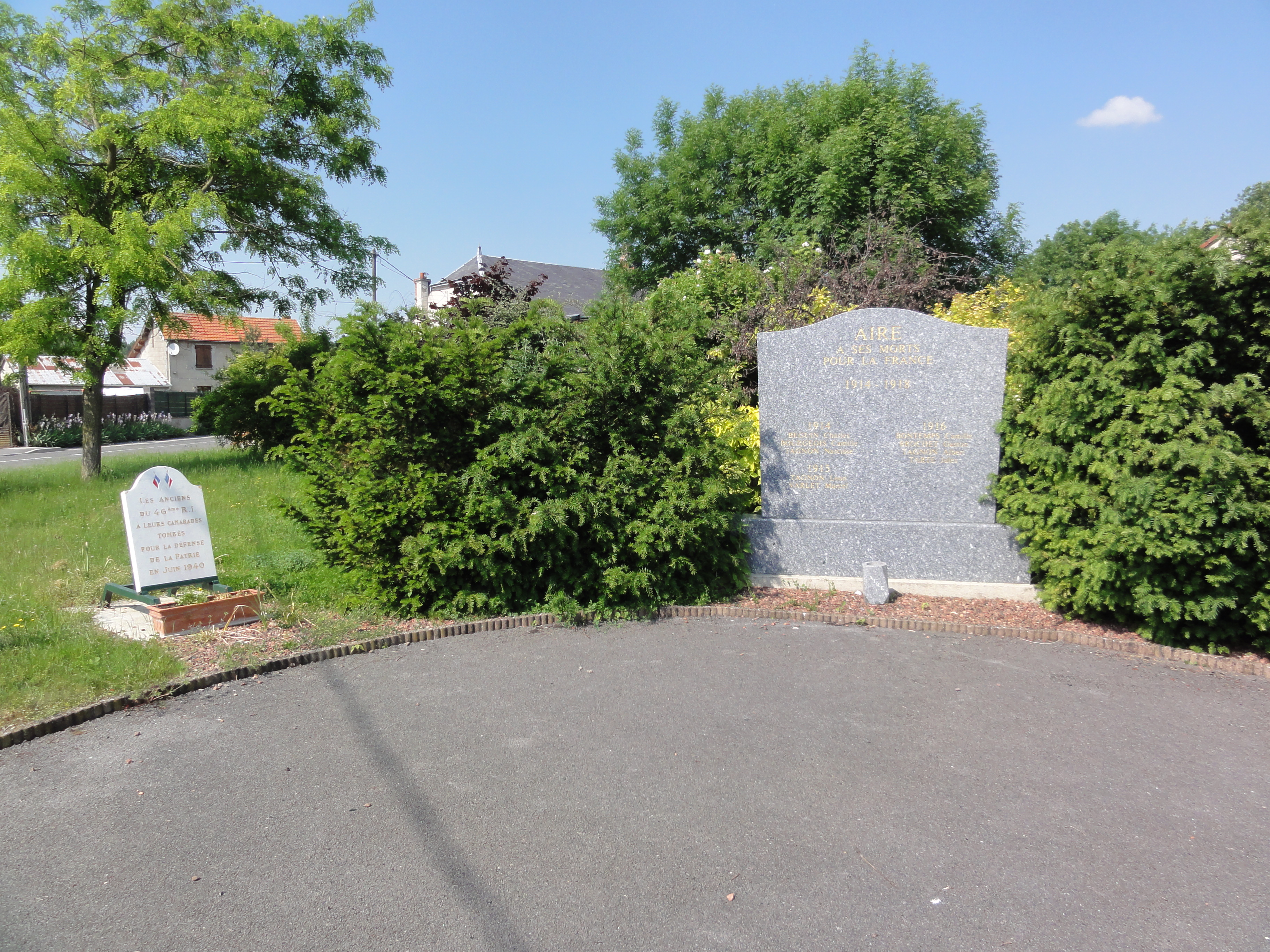
Monument aux morts.
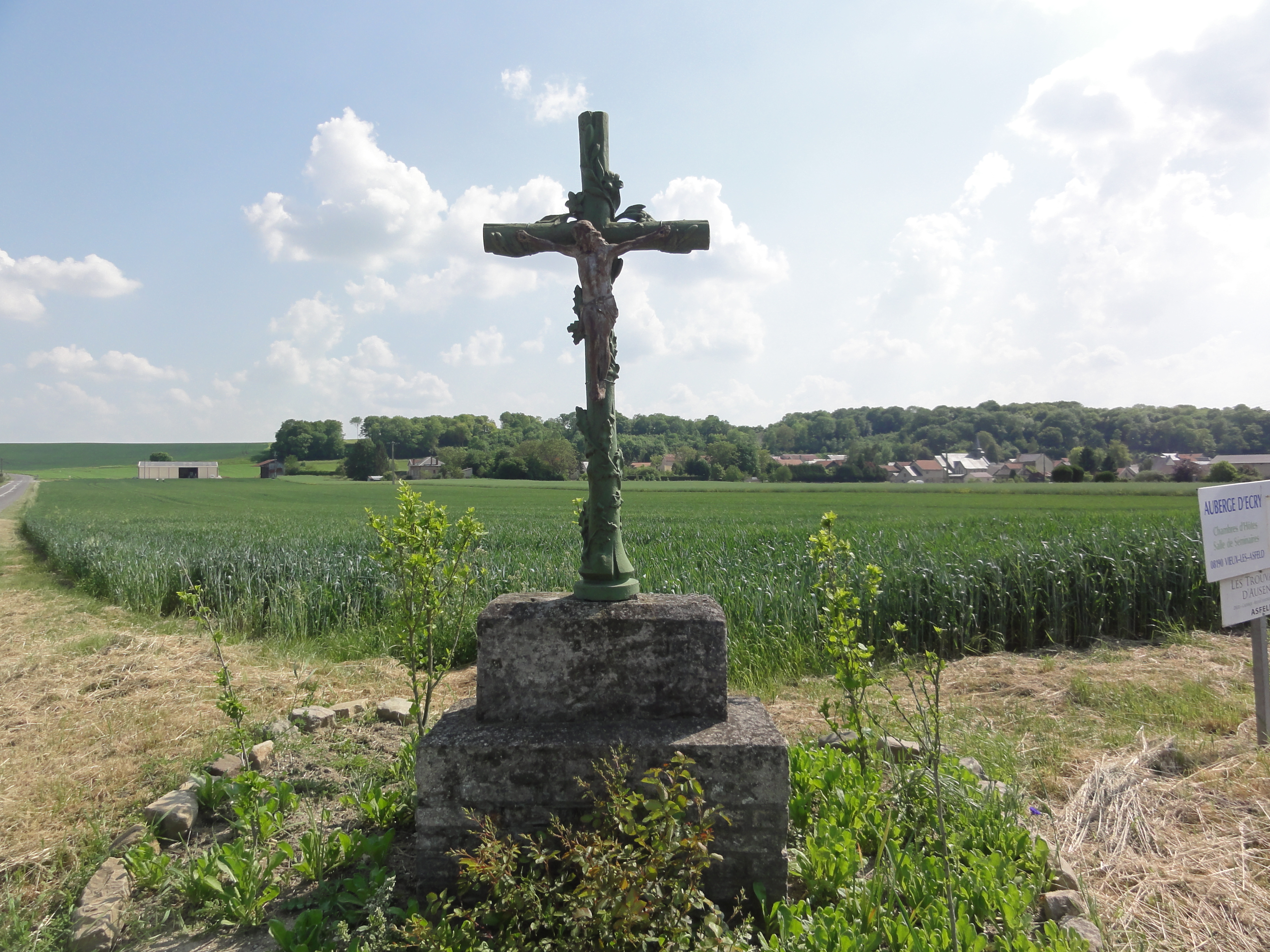
Croix de chemin.
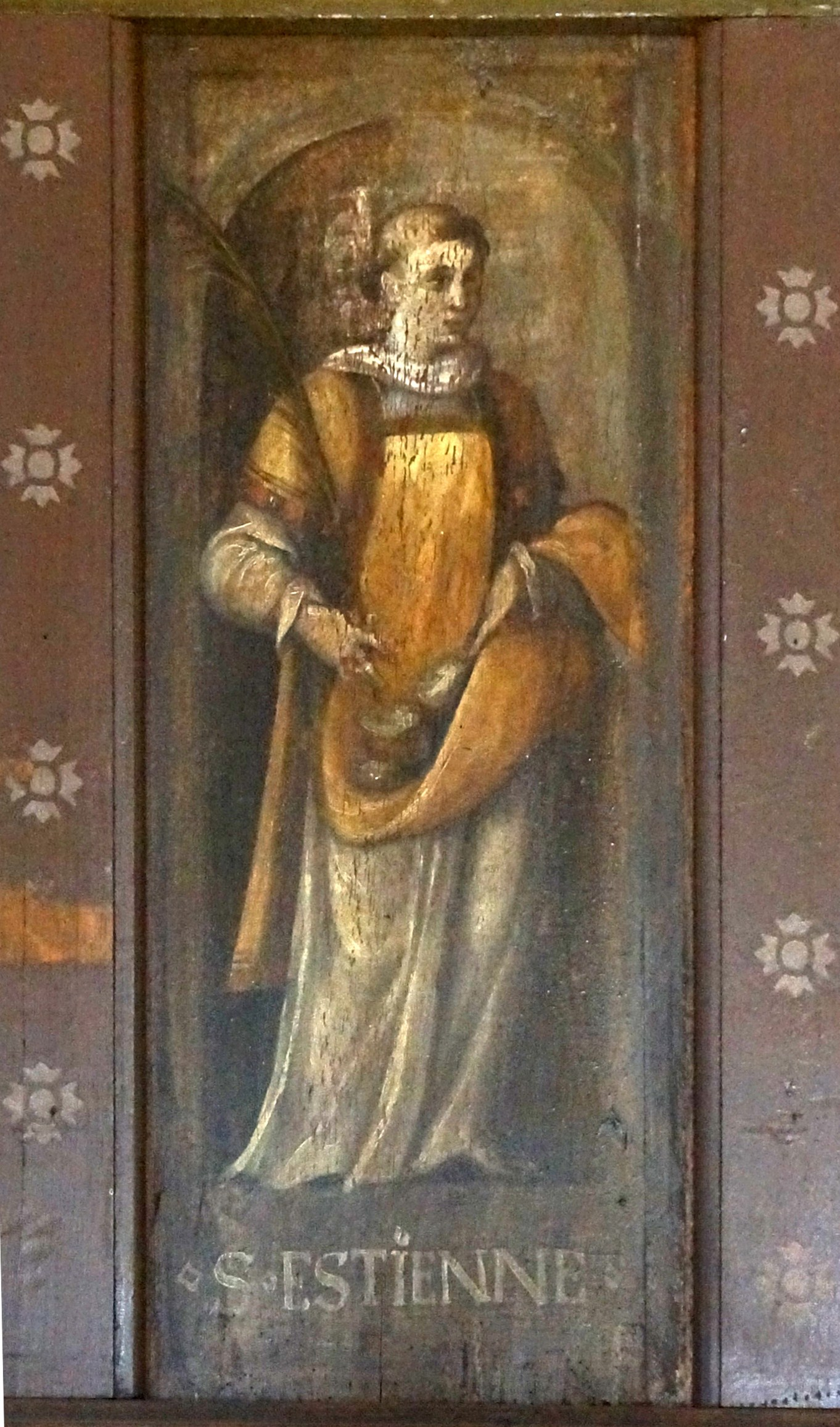
Peinture d'Etienne au-dessus de l'autel.